# Liste des titres musicaux numéro un au Club 40
 (octobre 2017).
Cette page répertorie tous les titres ayant accédé à la première place du Club 40 depuis sa création en avril 2002.

## Années 2000
| N° | Date                                               | Artiste                                                        | Titre                                       | Nombre de semaines no 1         | Commentaires |
| -- | -------------------------------------------------- | -------------------------------------------------------------- | ------------------------------------------- | ------------------------------- | --- |
| 1  | 6 avril 2002                                       | Rohff feat. Kayliah                                            | Qui est l'exemple ?                         | 6                               | |
| 2  | 18 mai 2002                                        | Mad'House                                                      | Like a Prayer                               | 7                               | - Nouveau record de durée au no 1 |
| 3  | 6 juillet 2002                                     | Eve feat. Drag-On                                              | Got What You Need                           | 2                               | |
| 4  | 20 juillet 2002                                    | King of House                                                  | Billie Jean                                 | 2                               | |
| 5  | 3 août 2002, 31 août 2002                          | Eminem                                                         | Without Me                                  | 4 (1 et 3)                      | |
|    | 10 août 2002                                       | Pas de classements (3 semaines)                                | Pas de classements (3 semaines)             | Pas de classements (3 semaines) | Pas de classements (3 semaines) |
| 6  | 21 septembre 2002                                  | Bluestar                                                       | Sweet Dreams (Are Made of This)             | 2                               | |
| 7  | 5 octobre 2002, 19 octobre 2002                    | Las Ketchup                                                    | The Ketchup Song (Aserejé)                  | 2 (1 et 1)                      | |
| 8  | 12 octobre 2002                                    | Praise Cats feat. Andrea Love                                  | Shined on Me (en)                           | 1                               | |
| 9  | 26 octobre 2002                                    | King of House                                                  | Can You Feel It                             | 6                               | - Premiers artistes à classer deux titres no 1 |
| 10 | 7 décembre 2002                                    | Ophélie Winter                                                 | Sache                                       | 1                               | |
| 11 | 14 décembre 2002, 11 février 2002                  | Jennifer Lopez feat. Jadakiss & Styles P.                      | Jenny from the Block                        | 3 (2 et 1)                      | |
|    | 28 décembre 2002                                   | Pas de classements (2 semaines)                                | Pas de classements (2 semaines)             | Pas de classements (2 semaines) | Pas de classements (2 semaines) |
| 12 | 18 janvier 2003                                    | Truth Hurts feat. Rakim                                        | Addictive                                   | 2                               | |
| 13 | 1er février 2003 15 mars 2003 30 août 2003         | Benny Benassi presents The Biz                                 | Satisfaction                                | 9 (1, 6 et 2)                   | - Nouveau record de durée au no 1 - Premier titre à accéder trois fois à la première place - Plus long écart entre deux accessions à la première place (15 semaines) |
| 14 | 8 février 2003                                     | Alphonse Brown                                                 | Le Frunkp                                   | 5                               | |
| 15 | 26 avril 2003                                      | DJ BoBo                                                        | Chihuahua                                   | 1                               | |
| 16 | 3 mai 2003                                         | Leslie feat. Magic System & Sweety                             | On n'sait jamais (dans la vie)              | 1                               | |
| 17 | 10 mai 2003                                        | Laurent Konrad                                                 | Rock u                                      | 1                               | |
| 18 | 17 mai 2003                                        | Tomcraft                                                       | Loneliness (en)                             | 1                               | |
| 19 | 24 mai 2003 26 juin 2003                           | Fight Club feat. Laurent Konrad                                | Spread Love                                 | 3 (2 et 1)                      | - Record : deuxième no 1 en moins d'un mois pour un même artiste (Laurent Konrad)                                                                                    |
| 20 | 7 juin 2003                                        | Anaklein                                                       | Emotion                                     | 2                               | |
| 21 | 21 juin 2003 5 juillet 2003                        | 113                                                            | Au Summum                                   | 3 (1 et 2)                      | |
| 22 | 19 juillet 2003                                    | Willy Denzey                                                   | Le mur du son                               | 2                               | |
| 23 | 2 août 2003                                        | Sugar Daddy                                                    | Sweet Soca Music                            | 1                               | |
|    | 9 août 2003                                        | Pas de classements (3 semaines)                                | Pas de classements (3 semaines)             | Pas de classements (3 semaines) | Pas de classements (3 semaines) |
| 24 | 13 septembre 2003 4 octobre 2003 25 octobre 2003   | Lorna                                                          | Papi chulo... (Te Traigo el Mmmm...)        | 4 (2, 1 et 1)                   | |
| 25 | 27 septembre 2003                                  | Paul Johnson feat. Chynna                                      | Doo Wap                                     | 1                               | |
| 26 | 11 octobre 2003                                    | Beyoncé feat. Jay-Z                                            | Crazy in Love                               | 1                               | |
| 27 | 18 octobre 2003 1er novembre 2003                  | The Underdog Project vs Sunclub                                | Summer Jam 2003                             | 5 (1 et 4)                      | |
| 28 | 29 novembre 2003                                   | Benassi Bros. feat. Sandy                                      | Illusion                                    | 3                               | |
|    | 20 décembre 2003                                   | Pas de classements (2 semaines)                                | Pas de classements (2 semaines)             | Pas de classements (2 semaines) | Pas de classements (2 semaines) |
| 29 | 3 janvier 2004                                     | Fatman Scoop feat. The Crooklyn Clan                           | Be Faithful (en)                            | 1                               | |
| 30 | 10 janvier 2004 24 janvier 2004 7 février 2004     | Tragédie                                                       | Sexy pour moi                               | 3 (1, 1 et 1)                   | |
| 31 | 17 janvier 2004                                    | Lorna                                                          | Papito Ven A Mi                             | 1                               | |
| 32 | 31 janvier 2004                                    | Molella                                                        | Baby                                        | 1                               | |
| 33 | 12 février 2004 6 mars 2004                        | R Jam                                                          | I Like to Move It                           | 3 (2 et 1)                      | |
| 34 | 28 février 2004                                    | The Black Eyed Peas                                            | Shut Up                                     | 1                               | |
| 35 | 13 mars 2004                                       | Danzel                                                         | Pump It Up!                                 | 6                               | |
| 36 | 24 avril 2004 15 mai 2004 5 juin 2004              | Usher feat. Lil Jon & Ludacris                                 | Yeah!                                       | 3 (1, 1 et 1)                   | |
| 37 | 1er mai 2004 26 juin 2004                          | Royal Gigolos                                                  | California Dreamin'                         | 4 (2 et 2)                      | |
| 38 | 22 mai 2004 12 juin 2004                           | Benassi Bros feat. Dhany                                       | Hit My Heart                                | 2 (1 et 1)                      | |
| 39 | 29 mai 2004                                        | O-Zone                                                         | Dragostea din tei                           | 1                               | |
| 40 | 19 juin 2004                                       | Leslie feat. Amine                                             | Sobri (Notre destin) (en)                   | 1                               | |
| 41 | 10 juillet 2004                                    | K. Maro                                                        | Femme Like U (Donne moi ton corps)          | 1                               | |
| 42 | 17 juillet 2004                                    | Nâdiya feat. Smartzee                                          | Et c'est parti... (en)                      | 2                               | |
| 43 | 31 juillet 2004                                    | Houston (en) feat. Chingy & Nate Dogg & I-20 (en)              | I Like That (en)                            | 1                               | |
|    | 7 août 2004                                        | Pas de classements (3 semaines)                                | Pas de classements (3 semaines)             | Pas de classements (3 semaines) | Pas de classements (3 semaines) |
| 44 | 28 août 2004                                       | Speedy (en) feat. Lumidee                                      | Sientélo (en)                               | 1                               | |
| 45 | 4 septembre 2004                                   | Royal Gigolos                                                  | No Milk Today                               | 2                               | |
| 46 | 18 septembre 2004 2 octobre 2004                   | The Black Eyed Peas                                            | Let's Get It Started                        | 2 (1 et 1)                      | |
| 47 | 25 septembre 2004 9 octobre 2004 23 octobre 2004   | Shana Vanguarde                                                | Gimme! Gimme! Gimme! (A Man After Midnight) | 3 (1, 1 et 1)                   | |
| 48 | 16 octobre 2004                                    | Dante Thomas (en)                                              | Get It On                                   | 1                               | |
| 49 | 30 octobre 2004 21 novembre 2004                   | Starsailor                                                     | Four to the Floor                           | 7 (3 et 4)                      | |
| 50 | 20 novembre 2004                                   | Tragédie                                                       | Gentleman                                   | 1                               | |
|    | 25 décembre 2004                                   | Pas de classements (2 semaines)                                | Pas de classements (2 semaines)             | Pas de classements (2 semaines) | Pas de classements (2 semaines) |
| 51 | 8 janvier 2005                                     | Eric Prydz                                                     | Call on Me                                  | 6                               | |
| 52 | 19 février 2005 30 avril 2005                      | Jennifer Lopez                                                 | Get Right                                   | 9 (8 et 1)                      | |
| 53 | 16 avril 2005                                      | N.O.R.E. feat. Nina Sky & Daddy Yankee & Big Mato & Gem Star   | Oye Mi Canto (en)                           | 2                               | |
| 54 | 7 mai 2005 25 juin 2005                            | Yves Larock feat. Roland Richards                              | Zookey (Lift Your Leg Up)                   | 5 (4 et 1)                      | - Titre le plus diffusé en 2005 |
| 55 | 4 juin 2005 2 juillet 2005 16 juillet 2005         | Gwen Stefani feat. Eve                                         | Rich Girl                                   | 5 (3, 1 et 1)                   | |
| 56 | 9 juillet 2005 23 juillet 2005 27 août 2005        | Magic System feat. Mokobé                                      | Bouger bouger                               | 4 (1, 1 et 2)                   | |
| 57 | 30 juillet 2005                                    | Crazy Frog                                                     | Axel F                                      | 1                               | |
|    | 6 août 2005                                        | Pas de classements (3 semaines)                                | Pas de classements (3 semaines)             | Pas de classements (3 semaines) | Pas de classements (3 semaines) |
| 58 | 10 septembre 2005 1er octobre 2005                 | Bob Sinclar feat. Gary Pine (en)                               | Love Generation                             | 8 (1 et 7)                      | |
| 59 | 17 septembre 2005                                  | The Drill                                                      | The Drill                                   | 2                               | |
| 60 | 19 novembre 2005                                   | Rihanna                                                        | Pon de Replay                               | 1                               | |
| 61 | 26 novembre 2005 17 décembre 2005 7 janvier 2006   | Pakito                                                         | Living on Video                             | 9 (2, 1 et 6)                   | - Titre le plus diffusé en 2006 |
| 62 | 10 décembre 2005                                   | Ze Pequeño                                                     | Le Centre Du Monde                          | 1                               | |
|    | 24 décembre 2005                                   | Pas de classements (2 semaines)                                | Pas de classements (2 semaines)             | Pas de classements (2 semaines) | Pas de classements (2 semaines) |
| 63 | 18 février 2006                                    | Hi_Tack                                                        | Say Say Say (Waiting 4 U)                   | 2                               | |
| 64 | 4 mars 2006 25 mars 2006 29 avril 2006             | Sean Paul                                                      | Temperature (en)                            | 7 (2, 4 et 1)                   | |
| 65 | 18 mars 2006                                       | Martin Solveig feat. Lee Fields                                | Jealousy                                    | 1                               | |
| 66 | 22 avril 2006 6 mai 2006 17 juin 2006              | Bob Sinclar feat. Steve Edwards                                | World, Hold On (Children of the Sky)        | 7 (1, 5 et 1)                   | |
| 67 | 10 juin 2006 24 juin 2006                          | Shakira feat. Wyclef Jean                                      | Hips Don't Lie                              | 2 (1 et 1)                      | |
| 68 | 1er juillet 2006 2 septembre 2006                  | Bob Sinclar & Cutee B feat. Dollarman (en) & Big Ali & Makedah | Rock This Party (Everybody Dance Now)       | 14 (6 et 8)                     | - Nouveau record de durée au no 1 - Premier artiste à classer trois titres no 1 (Bob Sinclar) - Titre le plus diffusé en 2007                                        |
|    | 12 août 2006                                       | Pas de classements (3 semaines)                                | Pas de classements (3 semaines)             | Pas de classements (3 semaines) | Pas de classements (3 semaines) |
| 69 | 28 octobre 2006                                    | Starting Rock feat. Diva Avari                                 | Don't Go                                    | 1                               | |
| 70 | 4 novembre 2006                                    | Fedde le Grand                                                 | Put Your Hands Up For Detroit               | 8                               | |
|    | 23 décembre 2006                                   | Pas de classements (3 semaines)                                | Pas de classements (3 semaines)             | Pas de classements (3 semaines) | Pas de classements (3 semaines) |
| 71 | 13 janvier 2007 17 février 2007                    | Eric Prydz vs Floyd                                            | Proper Education                            | 4 (3 et 1)                      | |
| 72 | 3 février 2007 24 février 2007                     | Enur feat. Natasja                                             | Calabria 2007 (en)                          | 3 (2 et 1)                      | |
| 73 | 3 mars 2007                                        | Alex Gaudino feat. Crystal Waters                              | Destination Calabria                        | 5                               | |
| 74 | 7 avril 2007                                       | Bob Sinclar & Cutee B feat. Gary Pine (en) & Dollarman (en)    | Sound of Freedom                            | 13                              | - Premier artiste à classer quatre titres no 1 (Bob Sinclar) |
| 75 | 7 juillet 2007 25 août 2007                        | David Guetta & Chris Willis                                    | Love Is Gone                                | 5 (4 et 1)                      | |
|    | 4 août 2007                                        | Pas de classements (3 semaines)                                | Pas de classements (3 semaines)             | Pas de classements (3 semaines) | Pas de classements (3 semaines) |
| 76 | 1er septembre 2007                                 | Bob Sinclar presents Fireball                                  | What I Want                                 | 5                               | - Premier artiste à classer cinq titres no 1 (Bob Sinclar) |
| 77 | 6 octobre 2007                                     | Rihanna                                                        | Don't Stop The Music                        | 10                              | |
| 78 | 15 décembre 2007 5 janvier 2008                    | Mondotek                                                       | Alive!                                      | 7 (1 et 6)                      | |
|    | 22 décembre 2007                                   | Pas de classements (2 semaines)                                | Pas de classements (2 semaines)             | Pas de classements (2 semaines) | Pas de classements (2 semaines) |
| 79 | 16 février 2008 8 mars 2008                        | Laurent Wolf feat. Eric Carter                                 | No Stress                                   | 9 (2 et 7)                      | - Titre le plus diffusé en 2008 |
| 80 | 1er mars 2008                                      | Pitbull feat. Lil Jon                                          | The Anthem (en)                             | 1                               | |
| 81 | 26 avril 2008                                      | Magic System                                                   | Zouglou Dance (Joie de vivre)               | 15                              | - Record de durée au no 1 |
|    | 9 août 2008                                        | Pas de classements (3 semaines)                                | Pas de classements (3 semaines)             | Pas de classements (3 semaines) | Pas de classements (3 semaines) |
| 82 | 30 août 2008                                       | Laurent Wolf feat. Eric Carter                                 | Wash My World                               | 1                               | |
| 83 | 6 septembre 2008 15 novembre 2008                  | Kylian Mash & Laurent Konrad present Discobitch                | C'est Beau La Bourgeoisie                   | 11 (9 et 2)                     | |
| 84 | 8 novembre 2008 29 novembre 2008 10 janvier 2009   | Guru Josh Project                                              | Infinity 2008                               | 7 (1, 4 et 2)                   | |
|    | 27 décembre 2008                                   | Pas de classements (2 semaines)                                | Pas de classements (2 semaines)             | Pas de classements (2 semaines) | Pas de classements (2 semaines) |
| 85 | 24 janvier 2009                                    | Big Ali feat. Dollarman (en)                                   | Hit The Floor                               | 2                               | |
| 86 | 7 février 2009                                     | Lady Gaga                                                      | Poker Face                                  | 2                               | |
| 87 | 21 février 2009 21 mars 2009 2 mai 2009            | Jessy Matador aka La Selesao                                   | Mini Kawoulé (en)                           | 3 (1, 1 et 1)                   | - Titre le plus diffusé en 2009 |
| 88 | 28 février 2009 28 mars 2009 9 mai 2009            | Magic System & Khaled                                          | Même pas fatigué                            | 8 (3, 3 et 2)                   | |
| 89 | 18 avril 2009                                      | Kid Cudi vs Crookers                                           | Day 'n' Nite                                | 1                               | |
| 90 | 25 avril 2009                                      | Flo Rida feat. Ke$ha                                           | Right Round                                 | 1                               | |
| 91 | 23 mai 2009 6 juin 2009 20 juin 2009 1er août 2009 | Collectif Métissé                                              | Laisse toi aller Bébé                       | 4 (1, 1, 1 et 1)                | - Premier titre à accéder quatre fois à la première place |
| 92 | 30 mai 2009                                        | Helmut Fritz                                                   | Ça m'énerve                                 | 1                               | |
| 93 | 13 juin 2009 27 juin 2009                          | Pitbull                                                        | I Know You Want Me (Calle Ocho)             | 6 (1 et 5)                      | |
|    | 4 août 2009                                        | Pas de classements (3 semaines)                                | Pas de classements (3 semaines)             | Pas de classements (3 semaines) | Pas de classements (3 semaines) |
| 94 | 29 août 2009 24 octobre 2009                       | David Guetta feat. Akon                                        | Sexy Bitch                                  | 11 (7 et 4)                     | |
| 95 | 17 octobre 2009 21 novembre 2009                   | Pitbull                                                        | Hotel Room Service                          | 3 (1 et 2)                      | |
| 96 | 5 décembre 2009 9 janvier 2010                     | Edward Maya & Vika Jigulina                                    | Stereo Love                                 | 11 (3 et 8)                     | |
|    | 26 décembre 2009                                   | Pas de classements (2 semaines)                                | Pas de classements (2 semaines)             | Pas de classements (2 semaines) | Pas de classements (2 semaines) |

## Années 2010
| N°  | Date                                                               | Artiste                                                      | Titre                           | Nombre de semaines no 1         | Commentaires                                                                  |
| --- | ------------------------------------------------------------------ | ------------------------------------------------------------ | ------------------------------- | ------------------------------- | ----------------------------------------------------------------------------- |
| 97  | 6 mars 2010 27 mars 2010 1er mai 2010                              | Stromae                                                      | Alors on danse                  | 8 (1, 4 et 3)                   |                                                                               |
| 98  | 13 mars 2010                                                       | Ke$ha                                                        | Tik Tok                         | 1                               |                                                                               |
| 99  | 20 mars 2010 24 avril 2010                                         | Lucenzo feat. Big Ali                                        | Vem Dançar Kuduro               | 2 (1 et 1)                      | - Titre le plus diffusé en 2010                                               |
| 100 | 22 mai 2010 26 juin 2010 24 juillet 2010                           | David Guetta & Chris Willis feat. Fergie & LMFAO             | Gettin' Over You                | 4 (1, 2 et 1)                   |                                                                               |
| 101 | 29 mai 2010                                                        | Remady P&R                                                   | No Superstar                    | 1                               |                                                                               |
| 102 | 5 juin 2010 10 juillet 2010                                        | Klaas                                                        | Our Own Way                     | 4 (3 et 1)                      |                                                                               |
| 103 | 17 juillet 2010                                                    | Collectif Métissé                                            | Debout pour danser              | 1                               |                                                                               |
| 104 | 31 juillet 2010                                                    | Jessy Matador                                                | Allez ola olé                   | 1                               |                                                                               |
|     | 7 août 2010                                                        | Pas de classements (3 semaines)                              | Pas de classements (3 semaines) | Pas de classements (3 semaines) | Pas de classements (3 semaines)                                               |
| 105 | 28 août 2010, 09/10/2010, 23/10/2010                               | Yolanda Be Cool & DCUP (en)                                  | We No Speak Americano           | 7 (5, 1 et 1)                   |                                                                               |
| 106 | 2 octobre 2010 13 novembre 2010                                    | Mohombi                                                      | Bumpy Ride                      | 2 (1 et 1)                      |                                                                               |
| 107 | 16 octobre 2010 6 novembre 2010                                    | Swedish House Mafia feat. Pharrell                           | One (Your Name)                 | 2 (1 et 1)                      |                                                                               |
| 108 | 30 octobre 2010                                                    | Taio Cruz                                                    | Dynamite                        | 1                               |                                                                               |
| 109 | 20 novembre 2010                                                   | Duck Sauce                                                   | Barbra Streisand                | 2                               |                                                                               |
| 110 | 4 décembre 2010 8 janvier 2011 22 janvier 2011 12 février 2011     | The Black Eyed Peas                                          | The Time (Dirty Bit)            | 8 (3, 1, 2 et 2)                |                                                                               |
|     | 25 décembre 2010                                                   | Pas de classements (2 semaines)                              | Pas de classements (2 semaines) | Pas de classements (2 semaines) | Pas de classements (2 semaines)                                               |
| 111 | 15 janvier 2011 5 février 2011 26 février 2011 12 mars 2011        | Magic System                                                 | Ambiance à l'africaine          | 4 (1, 1, 1 et 1)                |                                                                               |
| 112 | 5 mars 2011 26 mars 2011 16 avril 2011                             | Alexandra Stan                                               | Mr. Saxobeat                    | 3 (1, 1 et 1)                   |                                                                               |
| 113 | 19 mars 2011 2 avril 2011                                          | Inna                                                         | Sun Is Up                       | 2 (1 et 1)                      |                                                                               |
| 114 | 9 avril 2011 30 avril 2011 4 juin 2011                             | Magic System & Soprano                                       | Chérie coco                     | 3 (1, 1 et 1)                   | - Premiers artistes à classer six titres no 1 (Magic System)                  |
| 115 | 23 avril 2011 7 mai 2011                                           | Snoop Dogg vs David Guetta                                   | Sweat                           | 2 (1 et 1)                      |                                                                               |
| 116 | 14 mai 2011 2 juillet 2011 30 juillet 2011                         | LMFAO feat. Lauren Bennett & GoonRock                        | Party Rock Anthem               | 7 (3, 3 et 1)                   |                                                                               |
| 117 | 11 juin 2011                                                       | The Black Eyed Peas                                          | Don't Stop the Party            | 1                               |                                                                               |
| 118 | 18 juin 2011 27 août 2011                                          | DJ Antoine vs Timati feat. Kalenna                           | Welcome to St. Tropez           | 3 (2 et 1)                      |                                                                               |
| 119 | 23 juillet 2011                                                    | Collectif Métissé                                            | Laisse tomber tes problèmes     | 1                               |                                                                               |
|     | 6 août 2011                                                        | Pas de classements (3 semaines)                              | Pas de classements (3 semaines) | Pas de classements (3 semaines) | Pas de classements (3 semaines)                                               |
| 120 | 3 septembre 2011                                                   | Inna feat. Flo Rida                                          | Club Rocker                     | 1                               |                                                                               |
| 121 | 10 septembre 2011                                                  | G-Nose & Nélinho feat. Papi Sánchez                          | Pop Pop Kuduro (Yeah baby)      | 2                               |                                                                               |
| 122 | 24 septembre 2011                                                  | Keen'V                                                       | Prince charmant                 | 1                               |                                                                               |
| 123 | 1er octobre 2011 19 novembre 2011                                  | Don Omar & Lucenzo                                           | Danza Kuduro                    | 6 (5 et 1)                      | - Titre le plus diffusé en 2011                                               |
| 124 | 5 novembre 2011 26 novembre 2011 7 janvier 2012                    | LMFAO                                                        | Sexy and I Know It              | 9 (2, 4 et 3)                   |                                                                               |
|     | 24 décembre 2011                                                   | Pas de classements (2 semaines)                              | Pas de classements (2 semaines) | Pas de classements (2 semaines) | Pas de classements (2 semaines)                                               |
| 125 | 28 janvier 2012 24 mars 2012                                       | Michel Teló                                                  | Ai, Se eu te Pego               | 12 (7 et 5)                     | - Titre le plus diffusé en 2012                                               |
| 126 | 17 mars 2012                                                       | Keen'V                                                       | Les Mots                        | 1                               |                                                                               |
| 127 | 28 avril 2012 16 juin 2012 7 juillet 2012                          | Gusttavo Lima                                                | Balada                          | 4 (1, 1 et 2)                   |                                                                               |
| 128 | 5 mai 2012 23 juin 2012                                            | DJ Antoine feat. The Beat Shakers                            | Ma chérie 2k12                  | 8 (6 et 2)                      |                                                                               |
| 129 | 21 juillet 2012                                                    | Matt Houston feat. P-Square                                  | Positif                         | 1                               |                                                                               |
| 130 | 28 juillet 2012                                                    | Kid Cudi feat. MGMT & Ratatat                                | Pursuit of Happiness            | 1                               |                                                                               |
|     | 4 août 2012                                                        | Pas de classements (3 semaines)                              | Pas de classements (3 semaines) | Pas de classements (3 semaines) | Pas de classements (3 semaines)                                               |
| 131 | 25 août 2012                                                       | Alex Ferrari                                                 | Bara Bará Bere Berê             | 8                               |                                                                               |
| 132 | 20 octobre 2012 3 novembre 2012 24 novembre 2012                   | Psy                                                          | Gangnam Style                   | 6 (1, 2 et 3)                   |                                                                               |
| 133 | 27 octobre 2012                                                    | R.I.O. feat. Nicco                                           | Party Shaker                    | 1                               |                                                                               |
| 134 | 17 novembre 2012 15 décembre 2012 5 janvier 2013                   | Keen'V                                                       | Elle t'a maté (Fatoumata)       | 7 (1, 1 et 5)                   |                                                                               |
|     | 22 décembre 2012                                                   | Pas de classements (2 semaines)                              | Pas de classements (2 semaines) | Pas de classements (2 semaines) | Pas de classements (2 semaines)                                               |
| 135 | 9 février 2013 16 mars 2013 4 mai 2013                             | Bingo Players feat. Far East Movement                        | Get Up (Rattle)                 | 10 (4, 5 et 1)                  | - Titre le plus diffusé en 2013                                               |
| 136 | 9 mars 2013                                                        | Big Ali feat. Wati B                                         | WatiBigali                      | 1                               |                                                                               |
| 137 | 20 avril 2013 11 mai 2013                                          | Lumidee vs Fatman Scoop                                      | Dance! 2013 (en)                | 2 (1 et 1)                      |                                                                               |
| 138 | 27 avril 2013 18 mai 2013                                          | David Guetta feat. Ne-Yo & Akon                              | Play Hard                       | 2 (1 et 1)                      |                                                                               |
| 139 | 25 mai 2013                                                        | Major Lazer feat. Busy Signal & The Flexican (en) & FS Green | Watch Out For This (Bumaye)     | 9                               | - Titre le plus diffusé en 2014                                               |
| 140 | 26 juillet 2013 12 octobre 2013                                    | Lucenzo & Kenza Farah                                        | Obsesión                        | 2 (1 et 1)                      |                                                                               |
|     | 3 août 2013                                                        | Pas de classements (3 semaines)                              | Pas de classements (3 semaines) | Pas de classements (3 semaines) | Pas de classements (3 semaines)                                               |
| 141 | 24 août 2013                                                       | DJ Assad feat. Alain Ramanisum & Willy William               | Li tourner 2013                 | 5                               |                                                                               |
| 142 | 28 septembre 2013 2 novembre 2013 16 novembre 2013                 | Martin Garrix                                                | Animals                         | 5 (2, 2 et 1)                   |                                                                               |
| 143 | 19 octobre 2013                                                    | Tapo & Raya                                                  | Quitate el top                  | 2                               |                                                                               |
| 144 | 9 novembre 2013 30 novembre 2013                                   | DVBBS & Borgeous                                             | Tsunami                         | 2 (1 et 1)                      |                                                                               |
| 145 | 7 décembre 2013 4 janvier 2014                                     | Vitaa feat. Maître Gims                                      | Game Over                       | 2 (1 et 1)                      |                                                                               |
| 146 | 14 décembre 2013 11 janvier 2014 1er mars 2014                     | DJ Assad & Papi Sánchez & Luyanna                            | Enamórame (Oui bébé)            | 3 (1, 1 et 1)                   |                                                                               |
|     | 21 décembre 2013                                                   | Pas de classements (2 semaines)                              | Pas de classements (2 semaines) | Pas de classements (2 semaines) | Pas de classements (2 semaines)                                               |
| 147 | 18 janvier 2014                                                    | Jason Derulo feat. 2 Chainz                                  | Talk Dirty                      | 1                               |                                                                               |
| 148 | 25 février 2014 8 février 2014 8 mars 2014                         | New World Sound & Thomas Newson                              | Flute (en)                      | 5 (1, 3 et 1)                   |                                                                               |
| 149 | 1er février 2014                                                   | Ahzee (en)                                                   | Born Again                      | 1                               |                                                                               |
| 150 | 15 mars 2014 5 avril 2014                                          | Major Lazer feat. Sean Paul                                  | Come On to Me (en)              | 3 (2 et 1)                      |                                                                               |
| 151 | 29 mars 2014 12 avril 2014                                         | Rebel (en) feat. Sidney Housen                               | Black Pearl (He's a Pirate)     | 2 (1 et 1)                      |                                                                               |
| 152 | 19 avril 2014 17 mai 2014 14 juin 2014                             | Magic System feat. Chawki                                    | Magic in the Air                | 6 (2, 1 et 3)                   | - Premiers artistes à classer sept titres no 1 (Magic System)                 |
| 153 | 3 mai 2014 24 mai 2014 5 juillet 2014                              | Lee Mashup feat. Stone Warley & Co                           | Hum Connection (en)             | 7 (2, 3 et 2)                   |                                                                               |
| 154 | 19 juillet 2014 20 septembre 2014 4 octobre 2014 25 octobre 2014   | Keen'V                                                       | Dis-moi oui (Marina)            | 4 (1, 1, 1 et 1)                |                                                                               |
| 155 | 26 juillet 2014 23 août 2014                                       | DJ Assad feat. Denis Azor & Mario Ramsamy & Willy William    | Alalila (Le Séga)               | 5 (1 et 4)                      |                                                                               |
|     | 2 août 2014                                                        | Pas de classements (3 semaines)                              | Pas de classements (3 semaines) | Pas de classements (3 semaines) | Pas de classements (3 semaines)                                               |
| 156 | 27 septembre 2014 1er novembre 2014                                | Lee Mashup feat. Stone Warley & Co                           | Au Top du Top                   | 2 (1 et 1)                      |                                                                               |
| 157 | 11 octobre 2014                                                    | DJ Hamida feat. Lartiste & Rim'K & Kayna Samet               | Déconnectés (en)                | 2                               |                                                                               |
| 158 | 8 novembre 2014 6 décembre 2014 10 janvier 2015                    | Soprano                                                      | Cosmo                           | 5 (3, 1 et 1)                   |                                                                               |
| 159 | 29 novembre 2014 7 février 2015                                    | Timmy Trumpet & Savage (en)                                  | Freaks (en)                     | 2 (1 et 1)                      |                                                                               |
| 160 | 13 décembre 2014 17 janvier 2015                                   | Kendji Girac                                                 | Andalouse                       | 3 (1 et 2)                      |                                                                               |
|     | 20 décembre 2014                                                   | Pas de classements (3 semaines)                              | Pas de classements (3 semaines) | Pas de classements (3 semaines) | Pas de classements (3 semaines)                                               |
| 161 | 31 janvier 2015 14 mars 2015                                       | Mark Ronson feat. Bruno Mars                                 | Uptown Funk                     | 5 (1 et 4)                      |                                                                               |
| 162 | 14 février 2015                                                    | Soprano feat. Uncle Phil                                     | Fresh Prince                    | 4                               |                                                                               |
| 163 | 11 avril 2015                                                      | Makassy (en)                                                 | Doucement 2015 (en)             | 1                               |                                                                               |
| 164 | 18 avril 2015 30 mai 2015 4 juillet 2015                           | Major Lazer & DJ Snake feat. MØ                              | Lean On                         | 7 (2, 4 et 1)                   | - Titre le plus diffusé en 2015                                               |
| 165 | 2 mai 2015 27 juin 2015                                            | OMI                                                          | Cheerleader                     | 5 (4 et 1)                      |                                                                               |
| 166 | 11 juillet 2015 29 août 2015 19 septembre 2015                     | Eva Simons feat. Konshens                                    | Policeman (en)                  | 5 (1, 2 et 2)                   |                                                                               |
| 167 | 18 juillet 2015                                                    | Collectif Métissé                                            | Rendez vous au Soleil           | 1                               |                                                                               |
| 168 | 28 juillet 2015 19 septembre 2015                                  | Willy William                                                | Te quiero                       | 2 (1 et 1)                      |                                                                               |
|     | 1er août 2015                                                      | Pas de classements (4 semaines)                              | Pas de classements (4 semaines) | Pas de classements (4 semaines) | Pas de classements (4 semaines)                                               |
| 169 | 3 octobre 2015 21 novembre 2015                                    | Nicky Jam & Enrique Iglesias                                 | El perdón                       | 7 (6 et 1)                      |                                                                               |
| 170 | 14 novembre 2015                                                   | Kendji Girac                                                 | Me quemo                        | 1                               |                                                                               |
| 171 | 29 novembre 2015                                                   | Keen'V                                                       | Un monde meilleur               | 1                               |                                                                               |
| 172 | 5 décembre 2015 23 janvier 2016                                    | Willy William                                                | Ego                             | 6 (3 et 3)                      | - Titre le plus diffusé en 2016                                               |
|     | 26 décembre 2015                                                   | Pas de classements (2 semaines)                              | Pas de classements (2 semaines) | Pas de classements (2 semaines) | Pas de classements (2 semaines)                                               |
| 173 | 9 janvier 2016 13 février 2016                                     | Ridsa                                                        | Là c'est die (en)               | 5 (2 et 3)                      |                                                                               |
| 174 | 5 mars 2016 9 avril 2016                                           | Major Lazer feat. Nyla (en) & Fuse ODG (en)                  | Light It Up (en)                | 4 (3 et 1)                      |                                                                               |
| 175 | 26 mars 2016 16 avril 2016 28 mai 2016                             | Willy William feat. Keen'V                                   | On s'endort                     | 6 (2, 3 et 1)                   |                                                                               |
| 176 | 7 mai 2016                                                         | MHD                                                          | Afro Trap Part 5 (Ngatie Abedi) | 1                               |                                                                               |
| 177 | 14 mai 2016 4 juin 2016 27 août 2016                               | Deorro feat. Elvis Crespo                                    | Bailar (en)                     | 12 (2, 10 et 2)                 |                                                                               |
|     | 30 juillet 2016                                                    | Pas de classements (4 semaines)                              | Pas de classements (4 semaines) | Pas de classements (4 semaines) | Pas de classements (4 semaines)                                               |
| 178 | 10 septembre 2016 5 novembre 2016                                  | Zaho feat. MHD                                               | Laissez les Kouma               | 8 (7 et 1)                      |                                                                               |
| 179 | 29 octobre 2016 12 novembre 2016                                   | Alonzo                                                       | Binta                           | 3 (1 et 2)                      |                                                                               |
| 180 | 26 novembre 2016                                                   | MHD                                                          | A Kele N'ta                     | 3                               |                                                                               |
| 181 | 17 décembre 2016 21 janvier 2017                                   | Collectif Métissé                                            | Makala                          | 2 (1 et 1)                      |                                                                               |
|     | 24 décembre 2016                                                   | Pas de classements (2 semaines)                              | Pas de classements (2 semaines) | Pas de classements (2 semaines) | Pas de classements (2 semaines)                                               |
| 182 | 7 janvier 2017                                                     | Sound Of Legend                                              | Blue (Da Ba Dee)                | 1                               |                                                                               |
| 183 | 14 janvier 2017                                                    | Niska feat. Maître Gims                                      | Elle avait son djo              | 1                               |                                                                               |
| 184 | 28 janvier 2017                                                    | MHD                                                          | Afro Trap Part 7 (La Puissance) | 1                               | - Record : quatrième no 1 en moins d'un an pour un même artiste (MHD)         |
| 185 | 4 février 2017 22 avril 2017                                       | KeBlack                                                      | Bazardée (en)                   | 12 (10 et 2)                    |                                                                               |
| 186 | 15 avril 2017                                                      | Ed Sheeran                                                   | Shape of You                    | 1                               |                                                                               |
| 187 | 6 mai 2017 26 mai 2017 10 juin 2017                                | Luis Fonsi feat. Daddy Yankee                                | Despacito                       | 4 (2, 1 et 1)                   | - Titre le plus diffusé en 2017,                                              |
| 188 | 20 mai 2017 3 juin 2017 17 juin 2017                               | Lartiste feat. Awa Imani                                     | Chocolat                        | 4 (1, 1 et 2)                   |                                                                               |
| 189 | 1er juillet 2017 29 juillet 2017                                   | Tydiaz                                                       | Claro de Luna                   | 3 (2 et 1)                      |                                                                               |
| 190 | 15 juillet 2017 2 septembre 2017 4 novembre 2017 18 novembre 2017  | J. Balvin & Willy William                                    | Mi gente                        | 11 (1, 8, 1, et 1)              |                                                                               |
| 191 | 22 juillet 2017                                                    | Collectif Métissé                                            | Gimme Hope Jo'anna              | 1                               |                                                                               |
|     | 5 août 2017                                                        | Pas de classements (4 semaines)                              | Pas de classements (4 semaines) | Pas de classements (4 semaines) | Pas de classements (4 semaines)                                               |
| 192 | 28 octobre 2017 11 novembre 2017 2 décembre 2017                   | DJ Sem feat. Marwa Loud                                      | Mi corazón                      | 5 (1, 1 et 3)                   |                                                                               |
| 193 | 25 novembre 2017                                                   | Collectif Métissé                                            | Reggae Night                    | 1                               |                                                                               |
|     | 23 décembre 2017                                                   | Pas de classements (2 semaines)                              | Pas de classements (2 semaines) | Pas de classements (2 semaines) | Pas de classements (2 semaines)                                               |
| 194 | 6 janvier 2018 10 février 2018                                     | Lartiste                                                     | Catchu Catchu                   | 3 (2 et 1)                      |                                                                               |
| 195 | 20 janvier 2018                                                    | Collectif Métissé feat. Joniece Jamison                      | Sweet Dreams                    | 1                               |                                                                               |
| 196 | 27 janvier 2018                                                    | Luis Fonsi & Demi Lovato                                     | Échame la culpa                 | 1                               |                                                                               |
| 197 | 3 février 2018 24 février 2018                                     | Jahyanai King feat. Bamby                                    | Who Mad Again                   | 2 (1 et 1)                      |                                                                               |
| 198 | 17 février 2018 3 mars 2018 7 avril 2018                           | MC Fioti & Future & J. Balvin & Stefflon Don & Juan Magán    | Bum Bum Tam Tam                 | 6 (1, 3 et 2)                   |                                                                               |
| 199 | 24 mars 2018                                                       | DJ Somax                                                     | I Like to Move It               | 1                               |                                                                               |
| 200 | 31 mars 2018                                                       | Marwa Loud                                                   | Fallait pas                     | 1                               |                                                                               |
| 201 | 21 avril 2018                                                      | Nelkita                                                      | Dembow Papà                     | 1                               |                                                                               |
| 202 | 28 avril 2018 12 mai 2018                                          | L'Algérino                                                   | Va Bene                         | 8 (1 et 7)                      |                                                                               |
| 203 | 5 mai 2018                                                         | El Chombo (en) feat. Cutty Ranks (en)                        | Dame Tu Cosita (en)             | 1                               |                                                                               |
| 204 | 23 juin 2018 7 septembre 2018 1er septembre 2018                   | Aya Nakamura                                                 | Djadja                          | 6 (1, 3 et 2)                   |                                                                               |
| 205 | 30 juin 2018                                                       | El Profesor                                                  | Bella ciao                      | 1                               |                                                                               |
| 206 | 28 juillet 2018                                                    | Kaïzer Panda feat. Kelyan Muller                             | Hum                             | 1                               |                                                                               |
|     | 4 août 2018                                                        | Pas de classements (4 semaines)                              | Pas de classements (4 semaines) | Pas de classements (4 semaines) | Pas de classements (4 semaines)                                               |
| 207 | 15 septembre 2018                                                  | Collectif Métissé                                            | Ven Ven Ven                     | 1                               |                                                                               |
| 208 | 22 septembre 2018 6 octobre 2018 27 novembre 2018                  | Vegedream                                                    | Ramenez la coupe à la maison    | 5 (1, 2 et 2)                   |                                                                               |
| 209 | 29 septembre 2018 15 décembre 2018 5 janvier 2019                  | Aya Nakamura                                                 | Copines                         | 3 (1, 1 et 1)                   |                                                                               |
| 210 | 20 octobre 2018 10 novembre 2018 1er décembre 2018 12 janvier 2019 | DJ Snake feat. Selena Gomez & Cardi B & Ozuna                | Taki Taki                       | 6 (1, 1, 1 et 3)                |                                                                               |
| 211 | 17 novembre 2018                                                   | Laurent H                                                    | Are you ready                   | 1                               |                                                                               |
| 212 | 24 novembre 2018 8 décembre 2018                                   | The Prince Karma                                             | Later bitches                   | 2 (1 et 1)                      |                                                                               |
|     | 22 décembre 2018                                                   | Pas de classements (2 semaines)                              | Pas de classements (2 semaines) | Pas de classements (2 semaines) | Pas de classements (2 semaines)                                               |
| 213 | 2 février 2019                                                     | Maes feat. Booba                                             | Madrina                         | 1                               |                                                                               |
| 214 | 9 février 2019 16 mars 2019 6 avril 2019 20 avril 2019 11 mai 2019 | Eva feat. Lartiste                                           | On Fleek (en)                   | 8 (3, 1, 1, 2 et 1)             |                                                                               |
| 215 | 2 mars 2019                                                        | David Guetta & Bebe Rexha & J. Balvin                        | Say My Name                     | 1                               |                                                                               |
| 216 | 9 mars 2019                                                        | Aya Nakamura                                                 | La Dot                          | 1                               |                                                                               |
| 217 | 23 mars 2019                                                       | Collectif Métissé                                            | Megadix                         | 1                               |                                                                               |
| 218 | 30 mars 2019 13 avril 2019                                         | Daddy Yankee feat. Snow                                      | Con Calma                       | 2 (1 et 1)                      | - Titre le plus diffusé en 2019                                               |
| 219 | 4 mai 2019                                                         | Henry Méndez (en) & José de Rico & Dama                      | Aviso                           | 1                               |                                                                               |
| 220 | 18 mai 2019                                                        | Aya Nakamura                                                 | Pookie                          | 1                               |                                                                               |
| 221 | 6 juillet 2019                                                     | Stephen Oaks & Rey Pirin & Jay Kay feat. Daddy Yankee        | Choca                           | 1                               |                                                                               |
| 222 | 13 juillet 2019 7 septembre 2019 21 septembre 2019                 | Lucenzo & Don Omar & Big Ali                                 | Danza Kuduro 2019               | 3 (1, 1 et 1)                   |                                                                               |
| 223 | 20 juillet 2019 31 août 2019 14 septembre 2019 28 septembre 2019   | DJ Snake & J. Balvin & Tyga                                  | Loco Contigo                    | 8 (2, 1, 1 et 4)                |                                                                               |
| 224 | 26 octobre 2019                                                    | Collectif Métissé                                            | Laisse toi aller Bébé 2019      | 1                               | - Record du nombre de no 1 pour de mêmes artistes (11 pour Collectif Métissé) |
| 225 | 2 novembre 2019                                                    | Soprano feat. Vincenzo                                       | Le Coach                        | 1                               |                                                                               |
| 226 | 9 novembre 2019                                                    | Anuel AA & Daddy Yankee & Karol G & Ozuna & J. Balvin        | China                           | 1                               |                                                                               |
| 227 | 16 novembre 2019                                                   | Major Lazer feat. J. Balvin & El Alfa (en)                   | Que Calor (en)                  | 3 (1 et 2)                      |                                                                               |
| 228 | 23 novembre 2019                                                   | Eva feat. KeBlack & Naza                                     | Kitoko                          | 1                               |                                                                               |
| 229 | 14 décembre 2019                                                   | The Black Eyed Peas & J. Balvin                              | Ritmo (Bad Boys for Life)       | 1                               |                                                                               |

## Années 2020
| N°                                                                           | Date              | Artiste                                                                       | Titre                            | Nombre de semaines no 1 | Commentaires |
| ---------------------------------------------------------------------------- | ----------------- | ----------------------------------------------------------------------------- | -------------------------------- | ----------------------- | ------------ |
| 230                                                                          | 22 février 2020   | Charles V (chanteur) feat. DJ Daddy Mad, Soprasound & Nicky Larson (chanteur) | Petit Charo                      | 2                       |              |
| 231                                                                          | 7 mars 2020       | T2R & Minissia                                                                | Bye Bye                          | 1                       |              |
| Pas de classement (Fermeture des clubs en raison de la pandémie de Covid-19) |                   |                                                                               |                                  |                         |              |
| 232                                                                          | 11 septembre 2021 | Kungs                                                                         | Never Going Home                 | 1                       |              |
| 233                                                                          | 18 septembre 2021 | Soso Maness feat. PLK                                                         | Petrouchka                       | 2 (1 et 1)              |              |
| 234                                                                          | 25 septembre 2021 | Moha K                                                                        | Vroum Vroum                      | 2 (1 et 1)              |              |
| 235                                                                          | 9 octobre 2021    | Farruko                                                                       | Pepas                            | 9 (1, 1 et 7)           |              |
| 236                                                                          | 23 octobre 2021   | J Balvin & Skrillex                                                           | In Da Getto                      | 2 (1 et 1)              |              |
| 237                                                                          | 12 mars 2022      | Charles V feat. Dany & Jon-Y                                                  | Positivo                         | 2 (1 et 1)              |              |
| 238                                                                          | 19 mars 2022      | Yanns                                                                         | Clic clic pan pan                | 1                       |              |
| 239                                                                          | 26 mars 2022      | Collectif Métissé, Alex da Kosta & Taïnos                                     | Oh Hé Dj                         | 1                       |              |
| 240                                                                          | 2 avril 2022      | Soolking                                                                      | Suavemente                       | 4 (1 et 3)              |              |
| 241                                                                          | 9 avril 2022      | Willy William                                                                 | Trompeta                         | 2 (1 et 1)              |              |
| 242                                                                          | 14 mai 2022       | Ivann & Saf                                                                   | La Surprise                      | 1                       |              |
| 243                                                                          | 21 mai 2022       | Legendary feat. T Williams & Mitsou                                           | Born To Be Alive                 | 1                       |              |
| 244                                                                          | 4 juin 2022       | Yanns                                                                         | Soleil et Nanas                  | 1                       |              |
| 245                                                                          | 11 juin 2022      | DJ Kayz feat. Keblack & Naza                                                  | Com'Dab                          | 1                       |              |
| 246                                                                          | 18 juin 2022      | Kamaleon                                                                      | Dale Duro                        | 1                       |              |
| 247                                                                          | 25 juin 2022      | Alonzo feat. Ninho & Naps                                                     | Tout Va Bien                     | 2 (1 et 1)              |              |
| 248                                                                          | 2 juillet 2022    | Charles V, Big Ali, Adryano, Taïnos & Dany                                    | Viva La Fiesta                   | 1                       |              |
| 249                                                                          | 9 juillet 2022    | Collectif Métissé                                                             | Arriba Kuduro                    | 1                       |              |
| 250                                                                          | 16 juillet 2022   | The Lord feat. Baddy, Iks & Kelino                                            | Full Party                       | 1                       |              |
| 251                                                                          | 23 juillet 2022   | Keen'V                                                                        | Outété                           | 1                       |              |
| 252                                                                          | 3 septembre 2022  | La Petite Culotte                                                             | La Goffa Lolita                  | 2 (1 et 1)              |              |
| 253                                                                          | 10 septembre 2022 | Laurent H                                                                     | The Issue                        | 1                       |              |
| 254                                                                          | 24 septembre 2022 | Luyanna & Farruko                                                             | Su Mirada                        | 1                       |              |
| 255                                                                          | 1er octobre 2022  | David Guetta                                                                  | Family Affair (Dance For Me)     | 2                       |              |
| 256                                                                          | 15 octobre 2022   | Colorblast                                                                    | Killer                           | 1                       |              |
| 257                                                                          | 22 octobre 2022   | Willy William                                                                 | Pata Pata                        | 1                       |              |
| 258                                                                          | 29 octobre 2022   | David Guetta & Bebe Rexha                                                     | I'm Good (Blue)                  | 1                       |              |
| 259                                                                          | 5 novembre 2022   | Ana Mena & Belinda                                                            | Las 12                           | 1                       |              |
| 260                                                                          | 12 novembre 2022  | Sharam Jey, Celestal & Moss Kena                                              | Over You                         | 1                       |              |
| 261                                                                          | 19 novembre 2022  | Téo Lavabo feat. Manon Lavabo                                                 | Vernini Vernana                  | 3                       |              |
| 262                                                                          | 3 décembre 2022   | Fécat'jy                                                                      | Toutouni                         | 3                       |              |
| 263                                                                          | 7 janvier 2023    | Gims feat. Soolking                                                           | Après-vous Madame                | 1                       |              |
| 264                                                                          | 21 janvier 2023   | Kabongo-DJ feat. Vegedream                                                    | Merci Les Bleus                  | 5                       |              |
| 265                                                                          | 25 février 2023   | Yanns                                                                         | Mains en l'air                   | 1                       |              |
| 266                                                                          | 4 mars 2023       | Charly Black                                                                  | Gyal You a Party Animal 2023     | 2                       |              |
| 267                                                                          | 18 mars 2023      | Superfunk feat. Richard Grey                                                  | Take Me                          | 1                       |              |
| 268                                                                          | 25 mars 2023      | Black Eyed Peas & Daddy Yankee                                                | Bailar Contigo                   | 1                       |              |
| 269                                                                          | 1er avril 2023    | Steffy de Cicco, Shibui, Andrea Zelletta                                      | Superstar                        | 1                       |              |
| 270                                                                          | 8 avril 2023      | Keen'V                                                                        | À l'horizontale (Revival 2023)   | 4                       |              |
| 271                                                                          | 15 avril 2023     | DJ LBR & Nappy Paco                                                           | Higher                           | 1                       |              |
| 272                                                                          | 22 avril 2023     | Purple Disco Machine & Kungs                                                  | Substitution                     | 1                       |              |
| 273                                                                          | 6 mai 2023        | Hurrican X feat. Lupin & 70 Shiine                                            | Shatta Twist                     | 2                       |              |
| 274                                                                          | 20 mai 2023       | Greg Lassierra feat. Soudy                                                    | Mamacita                         | 2                       |              |
| 275                                                                          | 3 juin 2023       | Laurent H feat. Kamaleon                                                      | Dale Loco                        | 1                       |              |
| 276                                                                          | 1er juillet 2023  | DJ Assad feat. Alain Ramanisum & Willy William                                | Li Tourner (2023)                | 1                       |              |
| 277                                                                          | 8 juillet 2023    | Aqua                                                                          | Barbie Girl (Tiësto Remix)       | 3                       |              |
| 278                                                                          | 15 juillet 2023   | DJ Youcef, Shaggy & Richie Loop                                               | Boom Boom Bam Bam                | 2                       |              |
| 279                                                                          | 22 juillet 2023   | King Serenity feat. Sergio Alejandro & Locko                                  | All For U (Ameyatchi)            | 5                       |              |
| 280                                                                          | 14 octobre 2023   | Bel                                                                           | Ma Chérie                        | 1                       |              |
| 281                                                                          | 21 octobre 2023   | Collectif Métissé                                                             | Dans Les Yeux d'Émilie           | 4                       |              |
| 282                                                                          | 18 novembre 2023  | Calema                                                                        | Notre Danse (A Nossa Danca)      | 1                       |              |
| 283                                                                          | 25 novembre 2023  | J Balvin feat. Usher & DJ Khaled                                              | Dientes                          | 4                       |              |
| 284                                                                          | 2 décembre 2023   | DJ LBR feat. Nappy Paco                                                       | Dance For Me                     | 1                       |              |
| 285                                                                          | 9 décembre 2023   | Two Colors & Safri Duo                                                        | Cynical                          | 1                       |              |
| 286                                                                          | 6 janvier 2024    | Section Pull Up feat. DJ Mike One                                             | Comme Dab 2023 (Laurent H Remix) | 3                       |              |
| 287                                                                          | 27 janvier 2024   | Indila & Bennett                                                              | Dernière Danse (Techno Mix)      | 1                       |              |
| 288                                                                          | 3 février 2024    | King Serenity feat. Jahyanal King & Sensey                                    | Bam Bam (Ma Jolie)               | 1                       |              |